# Osiedle Surowieckiego 2, 4, 6, 8
Osiedle Surowieckiego 2, 4, 6, 8 – osiedle mieszkaniowe w dzielnicy Ursynów w Warszawie.

## Położenie i charakterystyka
Osiedle Surowieckiego 2, 4, 6, 8 położone jest na stołecznym Ursynowie, na obszarze Miejskiego Systemu Informacji Ursynów Północny. Jest usytuowane między ulicami: Puławską, Jana Zaorskiego, Wawrzyńca Surowieckiego i budynkiem Megasamu. Powierzchnia działki wynosi 4,9220 hektara.
Osiedle powstało w miejscu, które według pierwotnych planów przeznaczone było na cele techniczne i produkcyjne. Po zrealizowaniu budowy Ursynowa Północnego Marek Budzyński i Zbigniew Badowski postanowili zmienić przeznaczenie gruntów i zaprojektowali po zachodniej stronie ulicy Wawrzyńca Surowieckiego trzy parcele mające uzupełniać zabudowę mieszkaniową na wzór Szarych Domów z okresu międzywojennego. Obok osiedla SBM „Techniczna” oraz założenia urbanistycznego zaprojektowanego przez Andrzeja Szkopa, powstało osiedle wybudowane przez Spółdzielnię Budownictwa Mieszkaniowego „Ursynów”.
Osiedle składa się z czterech czterokondygnacyjnych budynków wybudowanych w latach 1986–1996. Obok Budzyńskiego i Badowskiego za projekt odpowiadali Adam Kowalewski oraz pracownia JEMS: Jerzy Szczepanik-Dzikowski, Olgierd Jagiełło, Maciej Miłobędzki. Budynki pod adresami ul. Surowieckiego 2, 4 i 8 powstały w technologii wielkopłytowej „Szczecin” realizowanej w fabryce na Służewiu a blok przy ul. Surowieckiego 6, położony w centralnym punkcie, w technologii tradycyjnej. Łącznie powstały 482 mieszkania i 35 lokali użytkowych.
Na osiedlu zaplanowano lokale usługowe w parterach. Budynki tworzą pierzeję wzdłuż ulicy Surowieckiego z odchodzącymi od niej prostopadle uliczkami. Tworzą układ połączonych ze sobą ciągami pieszymi wewnętrznych dziedzińców. Pomimo faktu, iż osiedle zostało wybudowane w większości w technologii wielkopłytowej, to występują indywidualne detale architektoniczne w postaci balkonów, parterów usługowych i bram, które nawiązują do architektury historycznej.
Osiedle ma charakter zamknięty. Na jego terenie znajduje się plac zabaw dla dzieci i boisko do koszykówki. Znajduje się w zasobach Spółdzielni Budownictwa Mieszkaniowego „Ursynów”. 

## Galeria
| - Plan osiedla znajdujący się na budynku przy ul. Surowieckiego 2 - Budynek mieszkalny przy ul. Surowieckiego 2. Widok na bramę nawiązującą do architektury historycznej od strony ul. Puławskiej - Tablica informacyjna na budynku przy ul. Surowieckiego 2 - Budynek mieszkalny przy ul. Surowieckiego 2 |